# Жоао Марио
Жоао Марио Навал да Коща Едуардо (на португалски: João Mário Naval da Costa Eduardo) е португалски футболист, полузащитник, който играе за Бешикташ.

## Кариера

### Спортинг Лисабон
След кратът престой с местния Порто в родния си град, Жоао Марио се премества в академията на Спортинг Лисабон през 2004 г. на 11-годишна възраст. На 14 декември 2011 г. попада в групата за мача от Лига Европа срещу Лацио, заедно с още няколко юноши на „орлите“. Влиза в игра в 76-ата минута при загубата с 0:2, след като заменя Огучи Онуеву.
Първият пълен сезон на Жоао Марио е 2012/13, когато играе в 31 мача (30 като титуляр) за Спортинг „Б“ в Лига де Онра, като отборът завършва на четвърто място. На 8 януари 2014 г. е даден под наем на Витория Сетубал до края на сезона, започвайки титуляр във всички мачове. Избран е за най-добрия млад играч на лигата за януари и февруари.

### Интер
На 27 август 2016 г. Жоао Марио подписва с Интер Милано за сумата от 40 млн. евро плюс 5 млн. бонуси. Неговият дебют в Серия А е на 11 септември, когато той изиграва пълни 90 минути при успехът с 2:1 над Пескара Калчо.
Под ръководството на Лучано Спалете все по-рядко играе и изразява публично недоволството си, като иска да напусне.

### Уест Хем
На 25 януари 2018 г. Жоао Марио подписва за наем с отбора от Висшата лига Уест Хям. Договорът включва сума от €1,5 млн. и възможност за клуба да го купи за €40 млн. Той прави своя дебют два дни по-късно, заменяйки Пабло Забалета при 0:2 срещу Уигън Атлетик в четвъртия кръг на ФА Къп.
Марио вкарва първия си гол за Уест Хям на 31 март 2018 г., като помага на домакините да победят Саутхемптън с 3:0. Той прави 14 изяви по време на престоя си за половин сезон, отбелязвайки на два пъти.

## Отличия

### Отборни
Спортинг Лисабон
- Купа на Португалия: 2015
- Суперкупа на Португалия: 2015

### Международни
Португалия
- Европейско първенство по футбол: 2016
- Европейско първенство по футбол за младежи до 21 г.: финалист 2015

### Индивидуални
- Европейско първенство за юноши до 17 г.: Отбор на турнира 2010[15]

### Ордени
- Носител на Орден за заслуги на Португалия: 2016[16]